# Наваграха
Навагра́ха (санскр. नवग्रह) — девять небесных тел (грах) в индийской астрономии и астрологии. Слово граха часто переводят как «планета», так как пять из Наваграх являются планетами: Меркурий, Венера, Марс, Юпитер и Сатурн. К наваграхам также принадлежат: Солнце, Луна, Раху (северный лунный узел) и Кету (южный лунный узел). Раху и Кету являются не небесными телами, а лунными узлами. Раху — это северный, или восходящий узел, в котором Луна, пересекая эклиптику, направляется вверх, в сторону Северного полюса Земли. Кету — это противоположный, южный или нисходящий узел, в котором Луна направляется вниз, к Южному полюсу. Каждая из Наваграх имеет свою персонифицированную форму в виде небесных существ, которым поклоняются как божествам. Главным божеством считается Сурья, при дворе которого находятся все остальные грахи.
В ведической астрологии принято считать, что каждая из грах обладает определённой энергией и оказывает специфическое воздействие на человеческий ум. Энергии грах особым образом подключаются к человеческой ауре в момент рождения ребёнка. Эти энергетические связи остаются с человеком в течение всей его жизни. Через поклонение олицетворяющему каждую из грах божеству возможно улучшить аспекты жизни, за которые отвечают грахи в зависимости от своего положения в натальной карте.
В Индии существует много храмов, посвящённых Наваграхам. Самые известные из них расположены в Гувахати (Ассам) и в Кумбаконам (Тамилнад).